# 海错图

《海错图》中描绘的鲎

《海错图》，清代康熙年间一部主要描绘海洋生物的图谱，由聂璜绘制，共四册。清雍正四年（1726年），被太监苏培盛搜罗入宫，现第一、二、三册，共三存于北京故宫博物院，第四册存于台北故宫博物院。
「海错」中的「错」，意为错杂；「海错」一词，意指种类繁多的海生物。《海错图》的作者为聂璜，据作者自述，聂璜单字存，号存庵，浙江省杭州府钱塘县人，生于明末清初之际，年轻时曾在杭州学画，一生游历江浙滇黔荆豫冀闽诸地，终生未仕。康熙三十七年（1698年），聂璜集稿誊绘，初步完成了《海错图》的创作。雍正四年（1726年），时值编纂《四库全书》，清廷在全国收敛书籍之时，太监苏培盛将《海错图》带入宫。民国时期，日军侵华，故宫文物南迁，辗转之中，《海错图》被分开，三册留在了北京故宫博物院，一册被带到台北故宫博物院。
《海错图》创作之时，四册的顺序是以龙虾一册在前，鱼虎等三册在后；清宫收藏后，鱼虎等三册则被调到前面，龙虾一册成为第四册。《海错图》全书共绘图370余幅，描绘了鱼虾蟹贝等诸多海生物，还记载了其传说掌故，兼具艺术、科学，以及文史之妙，是中国古代重要的海洋生物典籍。